# Sigmund Mowinckel

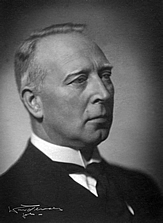
Sigmund Mowinckel

Sigmund Olaf Plytt Mowinckel (* 4. August 1884 in Kjerringøy; † 4. Juni 1965) war ein norwegischer Alttestamentler. Er ist vor allem aufgrund seiner Psalmenforschungen bekannt.

## Leben

### Kindheit
Sigmund Mowinckel kam als Sohn des Diözesankaplans Jørgen Blydt Mowinckel und seiner Ehefrau Petra Johanne im nordnorwegischen Kjerringøy in der Provinz Nordland zur Welt, wuchs aber in Beiarn auf. Er hatte zwei Brüder, Herbert und Rolf.

### Studium
Mowinckel studierte von 1902 bis 1908 Theologie an der Universität Oslo. Anstatt nach dem Staatsexamen die praktisch-theologische Prüfung zu machen, studierte er – ermuntert durch seine Lehrer Jens Gleditsch und Johannes Ording – ein weiteres Jahr Theologie, um eine erste theologische Abhandlung zu verfassen. Die Disziplin, auf die er sich hier festlegte, nämlich das Alte Testament, blieb für seinen gesamten Lebensweg sein Hauptgebiet. Beeinflusst wurde er dabei besonders durch den deutschen Alttestamentler Hermann Gunkel.
Von 1911 bis 1913 studierte er – ermöglicht durch ein Stipendium – in Deutschland Altes Testament bei Hermann Gunkel und Assyriologie bei Peter Jensen an der Universität Marburg.

### Weiterer Verlauf
Mowinckel wurde 1915 an der Universität Oslo promoviert, wo er ab 1917 auch Dozent war. 1922 wurde er zum außerordentlichen, 1933 zum ordentlichen Professor berufen. 1940 wurde er zum Priester der Norwegischen Kirche ordiniert. 1954 wurde er emeritiert.
Mowinckel heiratete am 9. Mai 1917 die Krankenschwester Caroline Thorine Simonsen. Nach ihrem Tod heiratete er am 7. Oktober 1964 die Lehrerin Ingeborg Wilhelmine Wiborg, geb. Schibbye. Mowinckel verstarb am 4. Juni 1965 und wurde am 28. September 1965 auf dem Vestre gravlund in Oslo begraben (Grab-Nummer 20.102.00.004).

## Werk

### Komposition des Buches Jeremia
Im Rückgriff auf Bernhard Duhm entwickelte Mowinckel ein Quellenmodell für die ersten 45 Kapitel des Jeremiabuches. Die nachfolgenden Kapitel klammerte er als späten Anhang aus. Er unterschied vier Quellen:
- Quelle A besteht aus einer Sammlung poetischer Worte Jeremias in den Kapiteln 1–25.
- Quelle B berichtet aus einer externen Perspektive über den Propheten. Benannt wurde sie nach Baruch, dem Schreiber des Propheten, als Baruchschrift. Diese Fremdberichte finden sich in 19,2–20,6; 26; 28–29 und 26–44.
- Quelle C enthält »Predigten« oder größere Reden des Propheten in Teilen der Kapitel 7–8; 11; 18; 21; 25; 32–35 und 44. Stilistisch steht diese Quelle dem Deuteronomismus nahe.
- Quelle D besteht aus dem »Trostbüchlein für Ephraim« in den Kapiteln 30–31. Es stammt aus nachexilischer Zeit.

Mit dieser Einteilung legt Mowinckel den Grundstein für weitere Forschungen am Jeremiabuch. Wilhelm Rudolph löst die starre Unterteilung eigenständiger Quellen zugunsten einer redaktionsgeschichtlichen Hypothese auf und eröffnet damit eine Forschungsrichtung, die bis in die Gegenwart der alttestamentlichen Exegese fortwirkt.

### Psalmstudien
In Bezug auf die Psalmen war Mowinckel der Kopf einer Bewegung, die häufig im Gegensatz zur formkritischen Schule Hermann Gunkels stand.
Mowinckel interpretierte die Entstehung der Psalmen aus dem Kultus heraus. Gerade dort berührt er sich wieder mit der religionsgeschichtlichen Sichtweise Gunkels. Insbesondere formulierte er die Hypothese, dass die Psalmgesänge zum überwiegenden Teil nicht individuelle Lyrik, sondern kultische Gesänge sind. Ihre Funktion sei es in vorexilischer Zeit gewesen, Feste und Prozessionen im Tempel von Jerusalem liturgisch zu begleiten.
Mit dieser Deutung stellte er sich gegen seinen von ihm verehrten Lehrer und Mentor Gunkel und blieb bis heute ein Außenseiter der theologischen Forschung.

## Werke in Auswahl
- Zur Komposition des Buches Jeremia. Dybwad, Kristiania 1914.
- Psalmenstudien (1921–1924):
  - Band 1: Åwän und die individuellen Klagepsalmen. Videnskapsselskapet, Kristiania 1921.
  - Band 2: Das Thronbesteigungsfest Jahwäs und der Ursprung der Eschatologie. Videnskapsselskapet, Kristiania 1922.
  - Band 3: Kultprophetie und prophetische Psalmen. Videnskapsselskapet, Kristiania 1923.
  - Band 4: Die technischen Termini in den Psalmenüberschriften. Videnskapsselskapet, Kristiania 1923.
  - Band 5: Segen und Fluch in Israels Kult und Psalmendichtung. Videnskapsselskapet, Kristiania 1924.
  - Band 6: Die Psalmdichter. Videnskapsselskapet, Kristiania 1924.
- Das Thronbesteigungsfest Jahwäs und der Ursprung der Eschatologie. Dybwad, Kristiania 1922.
- Die Sternnamen im alten Testament. Grøndahl, Oslo 1928.
- Die Chronologie der israelitischen und jüdischen Könige. Brill, Leiden 1932.
- Die Erkenntnis Gottes bei den alttestamentlichen Propheten. Grøndahl u. Søns, Oslo 1941.
- Zur Frage nach dokumentarischen Quellen in Josua 13-19. Dybwad, Oslo 1946.
- Prophecy and tradition. The prophetic books in the light of the study of the growth and history of the tradition. Dybwad, Oslo 1946.
- Zum israelitischen Neujahr und zur Deutung der Thronbesteigungspsalmen. Dybwad, Oslo 1952.
- Religion und Kultus. Vandenhoeck & Ruprecht, Göttingen 1953.
- Der achtundsechzigste Psalm. Dybwad, Oslo 1953.
- Erwägungen zur Pentateuch-Quellenfrage. Universitetsforlaget, Oslo 1964.
- Tetrateuch, Pentateuch, Hexateuch. Töpelmann, Berlin (1964)
- Studien zu dem Buche Ezra-Nehemia (1964):
  - Band 1: Die nachchronische Redaktion des Buches. Det Norske Videnskaps-Akademi, Oslo 1964.
  - Band 2: Die Nehemia-Denkschrift. Det Norske Videnskaps-Akademi, Oslo 1964.
  - Band 3: Die Ezrageschichte und das Gesetz Moses. Det Norske Videnskaps-Akademi, Oslo 1964.